# Kryptjärnen (Särna socken, Dalarna, 685154-137461)
Kryptjärnen är en sjö i Älvdalens kommun i Dalarna och ingår i Dalälvens huvudavrinningsområde.